# Dale Winton
Dale Jonathan Winton (* 22. Mai 1955 in Mansfield; † 18. April 2018 in London) war ein britischer Radio-DJ und Fernsehmoderator.

## Leben
Nach seiner Schulzeit in Mansfield begann Winton als DJ tätig zu werden. 1982 zog er nach London und arbeitete dort an den Wochenenden in Discotheken als DJ. In den folgenden Jahren war er bei verschiedenen britischen Radios tätig, unter anderem bei Radio Trent in Nottingham. Seit 1987 arbeitete er für Channel Four und ITV. Von 1993 bis 2001 moderierte er auf ITV1 die Sendung Dale's Supermarket Sweep. 1996 moderierte er zugleich die abendliche Gameshow Pets Win Prizes auf ITV. Im Radio moderierte er des Weiteren die Sendung Pick of the Pops von 2000 bis Oktober 2010 auf dem Radiosender BBC Radio 2. Weitere Moderationen von Fernsehsendungen in den 2000er Jahren folgten: unter anderem Celebrity Fit Club von 2004 bis 2006 und Show Me What You've Got in 2006 und In It To Win It in 2008. 2009 moderierte er auf BBC die Sendung Hole in the Wall. Winton lebte offen homosexuell in London.